# Lista de participantes do Idol School
Idol School é um programa de televisão sul-coreano.

## Participantes
Os nomes em inglês são de acordo com o site oficial.
A idade é mostrada de acordo com o sistema de idade da Coreia.
| Nome                 | Hangul        | Idade | Anotações |
| -------------------- | ------------- | ----- | --- |
| Kim NaYeon           | 김나연        | 22    | Ex- integrante do Berry Good                                                                                             |
| Kim MyungJi          | 김명지        | 21    | Ex-integrante do Tiny-G                                                                                                  |
| Kim EunKyul          | 김은결        | 13    | |
| Kim EunSeo           | 김은서        | 18    | Ex-trainee da JYP Entertainment e participante do SIXTEEN                                                                |
| Jenny / Kim Joo-hyun | 김주현        | 18    | Filha do cantor veterano e presidente da Korea Singers Association Kim HeungGook                                         |
| Natty                | 나띠          | 16    | Ex-trainee da JYP Entertainment e participante do SIXTEEN                                                                |
| Roh JiSun            | 노지선        | 20    | |
| Park Sun             | 박선          | 14    | |
| Park SoMyung         | 박소명        | 21    | |
| Park JiWon           | 박지원        | 20    | Ex-trainee da JYP Entertainment e participante do SIXTEEN                                                                |
| Bae EunYoung         | 배은영        | 21    | |
| Baek JiHeon          | 백지헌        | 15    | Ex-trainee da Woollim Entertainment                                                                                      |
| Sky/Bin HaNeul       | 빈하늘        | 19    | |
| Seo HeRin            | 서헤린        | 16    | Ex-trainee da SM Entertainment e fazia parte do projeto SM Rookies                                                       |
| Som HyeIn            | 솜혜인        | 22    | Saiu devido a problemas de saúde Mais tarde revelou-se anorexia, depressão, ansiedade, fobia social e distúrbios do sono |
| Song HaYoung         | 송하영        | 21    | |
| Snowbaby             | 스노우 베이비 | 22    | |
| Shin SiAh            | 신시아        | 19    | Ex-trainee da Duble Kick Company and ex-participante do Finding Momoland                                                 |
| Yang YeonJi          | 양연지        | 22    | Ex-integrante do Bloomy                                                                                                  |
| Yoo JiNa             | 유지나        | 21    | |
| Yoon JiWoo           | 윤지우        | 17    | |
| Lee NaKyung          | 이나경        | 18    | |
| Lee DaHee            | 이다희        | 22    | |
| Lee SaeRom           | 이새롬        | 21    | Ex-participante do Dancing 9                                                                                             |
| Lee SeoYeon          | 이서연        | 18    | Ex-trainee da YG Entertainment                                                                                           |
| Jessica/Lee Seul     | 이슬          | 17    | Ex-integrante do Highteen                                                                                                |
| Lee SiAn             | 이시안        | 18    | |
| Lee YoungYoo         | 이영유        | 20    | Ex-integrante do 7 Princess e atriz                                                                                      |
| Lee YooJung          | 이유정        | 21    | Ex-integrante do myB |
| Lee ChaeYoung        | 이채영        | 18    | |
| Lee HaeIn            | 이해인        | 24    | Ex- integrante do I.B.I , ex-trainee da SS Entertainment , ex-participante do Produce 101                                |
| Jang GyuRi           | 장규리        | 21    | |
| Jeong SoMi           | 정소미        | 19    | |
| Jo SeRim             | 조세림        | 18    | |
| Jo YoungJoo          | 조영주        | 23    | |
| Jo YooRi             | 조유리        | 17    | |
| Jo YooBin            | 조유빈        | 19    | Ex-trainee da Jellyfish Entertainment trainee                                                                            |
| Chu WonHee           | 추원희        | 19    | |
| Tasha                | 타샤          | 25    | Ex-integrante do Skarf                                                                                                   |
| Hong SiWoo           | 홍시우        | 21    | |
| Michelle White       | 화이트 미셸   | 14    | |

## Quadro de Classificações
Legenda
| Participantes        | Avaliação | Avaliação | Avaliação | Avaliação | Avaliação | Ranking | Ranking           | Ranking           | Ranking           | Ranking           | Ranking           | Ranking           | Ranking           | Ranking           | Ranking           | Ranking           | Ranking           |
| Participantes        | Vocal     | Dança     | Físico    | Total     | Ranking   | EP1     | EP2               | EP3               | EP4               | EP5               | EP6               | EP7               | EP8               | EP9               | EP10              | EP11              | Final             |
| -------------------- | --------- | --------- | --------- | --------- | --------- | ------- | ----------------- | ----------------- | ----------------- | ----------------- | ----------------- | ----------------- | ----------------- | ----------------- | ----------------- | ----------------- | ----------------- |
| Roh Ji-sun           | 6.5       | 7         | 6.5       | 6.67      | 11        | 23      | 22                | 21                | 13                | 2                 | 1                 | 3                 | 3                 | 1                 | 2                 | 1                 | Fromis_           |
| Song Ha-young        | 8.6       | 5.9       | 9.8       | 8.1       | 4         | 7       | 1                 | 1                 | 4                 | 1                 | 9                 | 1                 | 1                 | 2                 | 1                 | 2                 | Fromis_           |
| Lee Sae-rom          | 5         | 5.1       | 8.7       | 6.27      | 15        | 13      | 8                 | 9                 | 9                 | 9                 | 5                 | 2                 | 2                 | 4                 | 3                 | 3                 | Fromis_           |
| Lee Chae-young       | 8.5       | 8.5       | 7.5       | 8.17      | 3         | 3       | 3                 | 3                 | 5                 | 8                 | 12                | 8                 | 8                 | 5                 | 4                 | 4                 | Fromis_           |
| Lee Na-kyung         | 2.1       | 3.2       | 3.3       | 2.87      | 32        | 14      | 9                 | 11                | 8                 | 4                 | 3                 | 5                 | 4                 | 7                 | 6                 | 5                 | Fromis_           |
| Park Ji-won          | 7.9       | 5         | 3.5       | 6.37      | 13        | 5       | 4                 | 6                 | 6                 | 7                 | 8                 | 4                 | 5                 | 10                | 5                 | 6                 | Fromis_           |
| Lee Seo-yeon         | 6.1       | 6.3       | 2         | 4.8       | 19        | 11      | 11                | 7                 | 3                 | 6                 | 4                 | 6                 | 6                 | 3                 | 7                 | 7                 | Fromis_           |
| Baek Ji-heon         | 1.2       | 5.8       | 2.7       | 3.23      | 29        | 9       | 6                 | 4                 | 1                 | 3                 | 2                 | 10                | 7                 | 8                 | 8                 | 8                 | Fromis_           |
| Jang Gyu-ri          | 7.2       | 7.1       | 7         | 7.1       | 7         | 28      | 25                | 15                | 20                | 13                | 11                | 13                | 12                | 9                 | 9                 | 9                 | Fromis_           |
| Yoo Ji-na            | 2         | 3.3       | 0.4       | 1.9       | 38        | 17      | 12                | 8                 | 7                 | 10                | 6                 | 7                 | 10                | 11                | 11                | 10                | Eliminada         |
| Lee Hae-in           | 1         | 8.4       | 1.8       | 3.73      | 25        | 1       | 2                 | 2                 | 2                 | 5                 | 10                | 9                 | 9                 | 6                 | 10                | 11                | Eliminada         |
| Park So-myeong       | 4.2       | 5.3       | 3         | 4.17      | 23        | 27      | 18                | 16                | 16                | 11                | 6                 | 11                | 11                | 12                | 12                | 12                | Eliminada         |
| Natty                | 9.8       | 8         | 8.1       | 8.63      | 1         | 2       | 5                 | 5                 | 10                | 16                | 16                | 17                | 14                | 14                | 14                | 13                | Eliminada         |
| Kim Eun-suh          | 6.3       | 6.9       | 10        | 7.73      | 5         | 20      | 14                | 14                | 12                | 14                | 14                | 16                | 15                | 16                | 13                | 14                | Eliminada         |
| Jo Yu-ri             | 1.3       | 2.2       | 5.9       | 3.13      | 30        | 8       | 7                 | 10                | 11                | 12                | 13                | 15                | 17                | 18                | 17                | 15                | Eliminada         |
| Lee Si-an            | 1.5       | 2         | 1         | 1.5       | 39        | 15      | 19                | 18                | 21                | 18                | 22                | 21                | 19                | 13                | 16                | 16                | Eliminada         |
| Sky / Bin Ha-neul    | 4         | 5.4       | 6.1       | 5.17      | 18        | 12      | 17                | 20                | 24                | 24                | 25                | 19                | 18                | 17                | 15                | 17                | Eliminada         |
| Bae Eun-young        | 7         | 9.3       | 3.5       | 6.6       | 12        | 22      | 13                | 12                | 14                | 15                | 17                | 14                | 13                | 15                | 18                | 18                | Eliminada         |
| Shin Si-a            | 5.6       | 5.6       | 1.5       | 4.23      | 22        | 19      | 23                | 27                | 23                | 23                | 19                | 20                | 20                | 19                | Eliminada         | Eliminada         | Eliminada         |
| Kim Na-yeon          | 8.3       | 6         | 6.4       | 6.9       | 10        | 40      | 36                | 38                | 28                | 26                | 21                | 12                | 16                | 20                | Eliminada         | Eliminada         | Eliminada         |
| Chu Won-hee          | 5.7       | 7.4       | 5         | 6.03      | 16        | 10      | 16                | 17                | 17                | 20                | 23                | 27                | 21                | 21                | Eliminada         | Eliminada         | Eliminada         |
| Seo He-rin           | 6         | 5.5       | 2.4       | 4.63      | 21        | 4       | 10                | 13                | 15                | 17                | 15                | 25                | 23                | 22                | Eliminada         | Eliminada         | Eliminada         |
| Tasha                | 8         | 9.5       | 8         | 8.5       | 2         | 39      | 24                | 25                | 26                | 25                | 27                | 26                | 25                | 23                | Eliminada         | Eliminada         | Eliminada         |
| Lee Da-hee           | 6.4       | 4.9       | 4.9       | 5.4       | 17        | 35      | 38                | 31                | 29                | 30                | 26                | 18                | 22                | 24                | Eliminada         | Eliminada         | Eliminada         |
| Cho Young-joo        | 2.2       | 3.1       | 0.8       | 2.03      | 36        | 36      | 29                | 26                | 18                | 19                | 20                | 22                | 26                | 25                | Eliminada         | Eliminada         | Eliminada         |
| Lee Yoo-jung         | 5.8       | 6.2       | 9         | 7         | 9         | 25      | 26                | 23                | 25                | 22                | 24                | 23                | 24                | 26                | Eliminada         | Eliminada         | Eliminada         |
| Kim Myung-ji         | 5.5       | 7.9       | 8.2       | 7.2       | 6         | 21      | 20                | 22                | 19                | 21                | 18                | 24                | 27                | 27                | Eliminada         | Eliminada         | Eliminada         |
| Jenny / Kim Joo-hyun | 3.3       | 4.2       | 1.7       | 3.07      | 31        | 32      | 31                | 36                | 31                | 32                | 28                | 28                | 28                | 28                | Eliminada         | Eliminada         | Eliminada         |
| Cho Yu-bin           | 5.9       | 9         | 4         | 6.3       | 14        | 18      | 28                | 28                | 30                | 28                | 29                | Eliminada         | Eliminada         | Eliminada         | Eliminada         | Eliminada         | Eliminada         |
| Park Sun             | 9.5       | 6.1       | 5.5       | 7.03      | 8         | 24      | 21                | 24                | 22                | 27                | 30                | Eliminada         | Eliminada         | Eliminada         | Eliminada         | Eliminada         | Eliminada         |
| Kim Eun-kyul         | 1.4       | 3.5       | 2.3       | 2.4       | 35        | 6       | 15                | 19                | 27                | 29                | 31                | Eliminada         | Eliminada         | Eliminada         | Eliminada         | Eliminada         | Eliminada         |
| Lee Young-yoo        | 3.5       | 5.7       | 2.9       | 4.03      | 24        | 16      | 27                | 29                | 32                | 31                | 32                | Eliminada         | Eliminada         | Eliminada         | Eliminada         | Eliminada         | Eliminada         |
| Snowbaby             | 2.5       | 2.6       | 0.7       | 1.93      | 37        | 34      | 32                | 32                | 33                | Eliminada         | Eliminada         | Eliminada         | Eliminada         | Eliminada         | Eliminada         | Eliminada         | Eliminada         |
| Michelle White       | 4.5       | 4.5       | 1.2       | 3.4       | 28        | 30      | 33                | 35                | 34                | Eliminada         | Eliminada         | Eliminada         | Eliminada         | Eliminada         | Eliminada         | Eliminada         | Eliminada         |
| Jessica / Lee Seul   | 3         | 3.9       | 1.2       | 2.7       | 33        | 33      | 34                | 33                | 35                | Eliminada         | Eliminada         | Eliminada         | Eliminada         | Eliminada         | Eliminada         | Eliminada         | Eliminada         |
| Jung So-mi           | 1.1       | 1         | 0.9       | 1         | 40        | 31      | 37                | 40                | 36                | Eliminada         | Eliminada         | Eliminada         | Eliminada         | Eliminada         | Eliminada         | Eliminada         | Eliminada         |
| Yoon Ji-woo          | 3.4       | 2.6       | 0.6       | 2.53      | 34        | 26      | 30                | 30                | 37                | Eliminada         | Eliminada         | Eliminada         | Eliminada         | Eliminada         | Eliminada         | Eliminada         | Eliminada         |
| Yang Yeon-ji         | 4.9       | 7.5       | 1.6       | 4.67      | 20        | 38      | 35                | 34                | 38                | Eliminada         | Eliminada         | Eliminada         | Eliminada         | Eliminada         | Eliminada         | Eliminada         | Eliminada         |
| Hong Si-woo          | 4.4       | 3         | 3.2       | 3.53      | 26        | 41      | 39                | 39                | 39                | Eliminada         | Eliminada         | Eliminada         | Eliminada         | Eliminada         | Eliminada         | Eliminada         | Eliminada         |
| Cho Se-lim           | 4.3       | 4         | 2.1       | 3.47      | 27        | 37      | 40                | 37                | 40                | Eliminada         | Eliminada         | Eliminada         | Eliminada         | Eliminada         | Eliminada         | Eliminada         | Eliminada         |
| Som Hye-in           | 0         | 0         | 0         | 0         | 41        | 29      | Deixou o programa | Deixou o programa | Deixou o programa | Deixou o programa | Deixou o programa | Deixou o programa | Deixou o programa | Deixou o programa | Deixou o programa | Deixou o programa | Deixou o programa |

## Exame de Diagnóstico de Estreia 1 (Episódios 3-4)
As integrantes da equipe do Yukhoe Rice ganharam um Cartão Individual de Classificação +1 que é automaticamente ganho durante a votação final e uma video-chamada para suas famílias.
Legenda
| Nome da Equipe | Artista    | Música         | Posições        | Membros           | Votos individuais | Votos das Equipes | Votos das Equipes         | Votos das Equipes | Rank das Equipes |
| Nome da Equipe | Artista    | Música         | Posições        | Membros           | Votos individuais | Votos individuais | Votos das equipes ao Vivo | Total de votos    | Rank das Equipes |
| -------------- | ---------- | -------------- | --------------- | ----------------- | ----------------- | ----------------- | ------------------------- | ----------------- | ---------------- |
| Purity         | GFRIEND    | "Me Gustas Tu" | Vocal Principal | Lee Da-hee        | 15                | 270               | 63                        | 333               | 3                |
| Purity         | GFRIEND    | "Me Gustas Tu" | Sub-Vocal 1     | Seo He-rin        | 60                | 270               | 63                        | 333               | 3                |
| Purity         | GFRIEND    | "Me Gustas Tu" | Sub-Vocal 2     | Natty             | 57                | 270               | 63                        | 333               | 3                |
| Purity         | GFRIEND    | "Me Gustas Tu" | Sub-Vocal 3     | Park So-myeong    | 32                | 270               | 63                        | 333               | 3                |
| Purity         | GFRIEND    | "Me Gustas Tu" | Sub-Vocal 4     | Jessica Lee       | 9                 | 270               | 63                        | 333               | 3                |
| Purity         | GFRIEND    | "Me Gustas Tu" | Sub-Vocal 5     | Bae Eun-young     | 29                | 270               | 63                        | 333               | 3                |
| Purity         | GFRIEND    | "Me Gustas Tu" | Sub-Vocal 6     | Jang Gyu-ri       | 32                | 270               | 63                        | 333               | 3                |
| Purity         | GFRIEND    | "Me Gustas Tu" | Sub-Vocal 7     | Yoo Ji-na         | 35                | 270               | 63                        | 333               | 3                |
| Yukhoe Rice    | BLACKPINK  | "Whistle"      | Vocal Principal | Park Ji-won       | 57                | 286               | 81                        | 367               | 1                |
| Yukhoe Rice    | BLACKPINK  | "Whistle"      | Sub-Vocal 1     | Lee Seo-yeon      | 36                | 286               | 81                        | 367               | 1                |
| Yukhoe Rice    | BLACKPINK  | "Whistle"      | Sub-Vocal 2     | Lee Hae-in        | 68                | 286               | 81                        | 367               | 1                |
| Yukhoe Rice    | BLACKPINK  | "Whistle"      | Sub-Vocal 3     | Lee Sae-rom       | 37                | 286               | 81                        | 367               | 1                |
| Yukhoe Rice    | BLACKPINK  | "Whistle"      | Sub-Vocal 4     | Jo Yu-ri          | 40                | 286               | 81                        | 367               | 1                |
| Yukhoe Rice    | BLACKPINK  | "Whistle"      | Sub-Vocal 5     | Hong Si-woo       | 0                 | 286               | 81                        | 367               | 1                |
| Yukhoe Rice    | BLACKPINK  | "Whistle"      | Rapper 1        | Lee Yeong-yoo     | 13                | 286               | 81                        | 367               | 1                |
| Yukhoe Rice    | BLACKPINK  | "Whistle"      | Rapper 2        | Kim Myung-ji      | 35                | 286               | 81                        | 367               | 1                |
| AHAT (Ice+Hot) | TWICE      | "Cheer Up"     | Vocal Principal | Shin Sia          | 53                | 265               | 58                        | 323               | 4                |
| AHAT (Ice+Hot) | TWICE      | "Cheer Up"     | Sub-Vocal 1     | Lee Na-gyung      | 32                | 265               | 58                        | 323               | 4                |
| AHAT (Ice+Hot) | TWICE      | "Cheer Up"     | Sub-Vocal 2     | Lee Chae-young    | 33                | 265               | 58                        | 323               | 4                |
| AHAT (Ice+Hot) | TWICE      | "Cheer Up"     | Sub-Vocal 3     | Song Ha-young     | 45                | 265               | 58                        | 323               | 4                |
| AHAT (Ice+Hot) | TWICE      | "Cheer Up"     | Sub-Vocal 4     | Kim Eun-suh       | 36                | 265               | 58                        | 323               | 4                |
| AHAT (Ice+Hot) | TWICE      | "Cheer Up"     | Sub-Vocal 5     | Tasha             | 14                | 265               | 58                        | 323               | 4                |
| AHAT (Ice+Hot) | TWICE      | "Cheer Up"     | Sub-Vocal 6     | Bin Ha-neul (Sky) | 41                | 265               | 58                        | 323               | 4                |
| AHAT (Ice+Hot) | TWICE      | "Cheer Up"     | Sub-Vocal 7     | Jenny             | 11                | 265               | 58                        | 323               | 4                |
| Bebley         | Red Velvet | "Rookie"       | Vocal Principal | Kim Na-yeon       | 52                | 257               | 19                        | 276               | 5                |
| Bebley         | Red Velvet | "Rookie"       | Sub-Vocal 1     | Park Sun          | 14                | 257               | 19                        | 276               | 5                |
| Bebley         | Red Velvet | "Rookie"       | Sub-Vocal 2     | Lee Yoo-jeong     | 34                | 257               | 19                        | 276               | 5                |
| Bebley         | Red Velvet | "Rookie"       | Sub-Vocal 3     | Chu Won-hee       | 68                | 257               | 19                        | 276               | 5                |
| Bebley         | Red Velvet | "Rookie"       | Sub-Vocal 4     | Michelle White    | 11                | 257               | 19                        | 276               | 5                |
| Bebley         | Red Velvet | "Rookie"       | Sub-Vocal 5     | Jeong So-mi       | 14                | 257               | 19                        | 276               | 5                |
| Bebley         | Red Velvet | "Rookie"       | Sub-Vocal 6     | Kim Eun-kyul      | 6                 | 257               | 19                        | 276               | 5                |
| Bebley         | Red Velvet | "Rookie"       | Sub-Vocal 7     | Baek Ji-heon      | 58                | 257               | 19                        | 276               | 5                |
| First Love     | Lovelyz    | "Ah-Choo"      | Vocal Principal | Yoon Ji-woo       | 37                | 261               | 74                        | 335               | 2                |
| First Love     | Lovelyz    | "Ah-Choo"      | Sub-Vocal 1     | Jo Young-ju       | 8                 | 261               | 74                        | 335               | 2                |
| First Love     | Lovelyz    | "Ah-Choo"      | Sub-Vocal 2     | Yang Yeon-ji      | 20                | 261               | 74                        | 335               | 2                |
| First Love     | Lovelyz    | "Ah-Choo"      | Sub-Vocal 3     | Lee Si-an         | 49                | 261               | 74                        | 335               | 2                |
| First Love     | Lovelyz    | "Ah-Choo"      | Sub-Vocal 4     | Cho Yu-bin        | 27                | 261               | 74                        | 335               | 2                |
| First Love     | Lovelyz    | "Ah-Choo"      | Sub-Vocal 5     | Roh Ji-sun        | 99                | 261               | 74                        | 335               | 2                |
| First Love     | Lovelyz    | "Ah-Choo"      | Sub-Vocal 6     | Snowbaby          | 13                | 261               | 74                        | 335               | 2                |
| First Love     | Lovelyz    | "Ah-Choo"      | Sub-Vocal 7     | Jo Se-lim         | 8                 | 261               | 74                        | 335               | 2                |

## Exame de Diagnóstico de Estreia 2 (Episódios 5-6)
Legenda
| Nome da Equipe (Classes)                | Artista           | Música         | Ranking | Membros           | Nível de Realização Acadêmica | Nível de Realização Acadêmica |
| Nome da Equipe (Classes)                | Artista           | Música         | Ranking | Membros           | Individual                    | Média da Equipe               |
| --------------------------------------- | ----------------- | -------------- | ------- | ----------------- | ----------------------------- | ----------------------------- |
| Mr. Mr. (Desempenho Avançado A)         | Girls' Generation | "Mr. Mr."      | 1       | Lee Hae-in        | 87.8                          | 81                            |
| Mr. Mr. (Desempenho Avançado A)         | Girls' Generation | "Mr. Mr."      | 2       | Bae Eun-young     | 87                            | 81                            |
| Mr. Mr. (Desempenho Avançado A)         | Girls' Generation | "Mr. Mr."      | 3       | Bin Ha-neul (Sky) | 85.6                          | 81                            |
| Mr. Mr. (Desempenho Avançado A)         | Girls' Generation | "Mr. Mr."      | 4       | Tasha             | 81.1                          | 81                            |
| Mr. Mr. (Desempenho Avançado A)         | Girls' Generation | "Mr. Mr."      | 5       | Lee Yeong-yoo     | 61.8                          | 81                            |
| Ji! Seo! He! (Desempenho Avançado B)    | TaeTiSeo          | "Adrenaline"   | 2       | Park Ji-won       | 84.7                          | 84                            |
| Ji! Seo! He! (Desempenho Avançado B)    | TaeTiSeo          | "Adrenaline"   | 1       | Lee Seo-yeon      | 85.7                          | 84                            |
| Ji! Seo! He! (Desempenho Avançado B)    | TaeTiSeo          | "Adrenaline"   | 3       | Seo He-rin        | 81.3                          | 84                            |
| Hush (Desempenho Intermediário A)       | Miss A            | "Hush"         | 1       | Lee Sae-rom       | 91.4                          | 87                            |
| Hush (Desempenho Intermediário A)       | Miss A            | "Hush"         | 3       | Jang Gyu-ri       | 83.9                          | 87                            |
| Hush (Desempenho Intermediário A)       | Miss A            | "Hush"         | 2       | Roh Ji-sun        | 88.2                          | 87                            |
| Hush (Desempenho Intermediário A)       | Miss A            | "Hush"         | 4       | Kim Myong-ji      | 83.1                          | 87                            |
| Pretty U (Desempenho Intermediário B)   | Seventeen         | "Pretty U"     | 1       | Jo Yuri           | 81.2                          | 75                            |
| Pretty U (Desempenho Intermediário B)   | Seventeen         | "Pretty U"     | 3       | Chu Won-hee       | 74.3                          | 75                            |
| Pretty U (Desempenho Intermediário B)   | Seventeen         | "Pretty U"     | 5       | Kim Eun-kyul*     | 69.4                          | 75                            |
| Pretty U (Desempenho Intermediário B)   | Seventeen         | "Pretty U"     | 4       | Park Sun          | 71                            | 75                            |
| Pretty U (Desempenho Intermediário B)   | Seventeen         | "Pretty U"     | 2       | Jo Yu-bin         | 78.5                          | 75                            |
| By Collecting Dreams (Vocais Avançados) | S.E.S.            | "Just in Love" | 2       | Shin Sia          | 81.3                          | 83                            |
| By Collecting Dreams (Vocais Avançados) | S.E.S.            | "Just in Love" | 1       | Kim Na-yeon       | 85.6                          | 83                            |
| By Collecting Dreams (Vocais Avançados) | S.E.S.            | "Just in Love" | 3       | Lee Da-hee        | 80.6                          | 83                            |
| BO$$ (Dança Avançada)                   | Fifth Harmony     | "Bo$$"         | 2       | Song Ha-young     | 82.1                          | 81                            |
| BO$$ (Dança Avançada)                   | Fifth Harmony     | "Bo$$"         | 3       | Lee Chae-young    | 81.2                          | 81                            |
| BO$$ (Dança Avançada)                   | Fifth Harmony     | "Bo$$"         | 1       | Kim Eun-suh       | 83.5                          | 81                            |
| BO$$ (Dança Avançada)                   | Fifth Harmony     | "Bo$$"         | 4       | Natty             | 79.1                          | 81                            |
| Catallena (Desempenho dos Iniciantes)   | Orange Caramel    | "Catallena"    | N/A     | Jenny             | N/A                           | 68                            |
| Catallena (Desempenho dos Iniciantes)   | Orange Caramel    | "Catallena"    | N/A     | Jo Young-joo      | N/A                           | 68                            |
| Catallena (Desempenho dos Iniciantes)   | Orange Caramel    | "Catallena"    | N/A     | Lee Si-an         | N/A                           | 68                            |
| Catallena (Desempenho dos Iniciantes)   | Orange Caramel    | "Catallena"    | N/A     | Lee Yoo-jeong     | N/A                           | 68                            |
| Forever Love (Dança dos Iniciantes)     | Fin.K.L           | "Forever Love" | 1       | Lee Na-gyung      | 85.7                          | 80                            |
| Forever Love (Dança dos Iniciantes)     | Fin.K.L           | "Forever Love" | 4       | Baek Ji-heon      | 77.3                          | 80                            |
| Forever Love (Dança dos Iniciantes)     | Fin.K.L           | "Forever Love" | 2       | Park So-myeong    | 79.5                          | 80                            |
| Forever Love (Dança dos Iniciantes)     | Fin.K.L           | "Forever Love" | 3       | Yoo Jina          | 77.8                          | 80                            |

## Exame de Diagnóstico de Estreia 3 (Episódios 8-9)
| Equipe        | Artista | Música          | Membros       | Pontuações | Rank |
| ------------- | ------- | --------------- | ------------- | ---------- | ---- |
| Wee Woo       | Pristin | Wee Woo         | Lee Seoyeon   | 78.9       | 1    |
| Wee Woo       | Pristin | Wee Woo         | Lee Nakyung   | 77.5       | 2    |
| Wee Woo       | Pristin | Wee Woo         | Lee Saerom    | 77.3       | 3    |
| Wee Woo       | Pristin | Wee Woo         | Park Somyeong | 73.0       | 4    |
| Wee Woo       | Pristin | Wee Woo         | Jo Youngjoo   | 71.9       | 5    |
| Wee Woo       | Pristin | Wee Woo         | Kim Myeongji  | 71.6       | 6    |
| Like Ooh-Ahh  | TWICE   | "Like Ooh-Ahh"  | Lee Chaeyoung | 80.6       | 1    |
| Like Ooh-Ahh  | TWICE   | "Like Ooh-Ahh"  | Natty         | 79.7       | 2    |
| Like Ooh-Ahh  | TWICE   | "Like Ooh-Ahh"  | Park Jiwon    | 78.9       | 3    |
| Like Ooh-Ahh  | TWICE   | "Like Ooh-Ahh"  | Song Hayoung  | 76.8       | 4    |
| Like Ooh-Ahh  | TWICE   | "Like Ooh-Ahh"  | Jenny         | 63.4       | 5    |
| STEP          | KARA    | "STEP"          | Lee Sian      | 85.6       | 1    |
| STEP          | KARA    | "STEP"          | Tasha         | 83.2       | 2    |
| STEP          | KARA    | "STEP"          | Bin Haneul    | 81.7       | 3    |
| STEP          | KARA    | "STEP"          | Shin Siah     | 73.1       | 4    |
| NoNoNo        | Apink   | "NoNoNo"        | Roh Jisun     | 81.8       | 1    |
| NoNoNo        | Apink   | "NoNoNo"        | Bae Eunyoung  | 79.5       | 2    |
| NoNoNo        | Apink   | "NoNoNo"        | Lee Dahee     | 76.1       | 3    |
| NoNoNo        | Apink   | "NoNoNo"        | Yoo Jina      | 75.7       | 4    |
| NoNoNo        | Apink   | "NoNoNo"        | Chu Wonhee    | 66.8       | 5    |
| Rough         | Gfriend | "Rough"         | Jang Gyuri    | 77.2       | 1    |
| Rough         | Gfriend | "Rough"         | Lee Yoojung   | 76.3       | 2    |
| Rough         | Gfriend | "Rough"         | Kim Eunsuh    | 75.5       | 3    |
| Rough         | Gfriend | "Rough"         | Kim Nayeon    | 74.9       | 4    |
| Rough         | Gfriend | "Rough"         | Jo Yuri       | 71.8       | 5    |
| I'm Your Girl | S.E.S   | "I'm Your Girl" | Lee Haein     | 77.9       | 1    |
| I'm Your Girl | S.E.S   | "I'm Your Girl" | Baek Jiheon   | 72.7       | 2    |
| I'm Your Girl | S.E.S   | "I'm Your Girl" | Seo Herin     | 69.8       | 3    |

1. No final do desfecho de eliminação no episódio 4, as alunas eliminadas receberam a opção de ser treinadas separadamente no "Careers Club / Classe Normal" com os mesmos professores que podem dar-lhes a chance de estrear no futuro. Inicialmente, as alunas aceitaram, mas todas recusaram a oferta para retornar mais tarde, já que algumas dessas estudantes já foram abordadas por diferentes empresas de entretenimento. [9]
2. Todos os rankings estão listados depois de todos os efeitos dos cartões serem levados em consideração.